# La luce morente
La luce morente (Dying of the Light, 1977), è il primo romanzo di fantascienza scritto da George R. R. Martin. Inizialmente doveva essere intitolato After the Festival, ma il titolo fu cambiato in Dying of the Light prima della pubblicazione in brossura. In Italia è stato pubblicato inizialmente in due edizioni, con la stessa traduzione, da Armenia Editore (1979) e da Fanucci Editore (1994). Nel 2012 ne è stata ristampata una nuova versione, con una nuova traduzione, per la casa editrice Gargoyle, sotto il titolo di In fondo il buio.
Pur non trattandosi di una serie di romanzi, Martin dipinge in un unico libro, un immenso affresco dell'umanità, diffusa in diversi bracci della Via Lattea, con mondi complessi, ricchi di particolari e termini, che al termine del libro, sono indicizzati in un glossario. Come molte altre opere dell'autore, La luce morente è piena di melanconia (già dal titolo lo si intuisce), con personaggi tristi e insoddisfatti delle loro vite.
Negli Stati Uniti, oltre ad essere stato pubblicato come singolo, il libro è stato anche trasformato in un ciclo con il titolo After the Festival (Dopo la Festa) in Analog Science Fact/Science Fiction, da aprile a luglio del 1977. Il titolo si riferisce alla festa dei 14 mondi che precede la storia.
Nel libro si parla di una razza di esseri chiamati githyanki il cui nome verrà ripreso per una razza molto diversa nel famoso gioco di ruolo Dungeons & Dragons, a partire da Advanced Dungeons & Dragons.

## Trama
La maggior parte del libro prende posto su Worlorn, un pianeta interstellare, che a un certo punto del suo tragitto si avvicina ad un sistema stellare particolare in cui una gigante rossa si trova al centro di un'orbita occupata da ben sei stelle troiane. Durante il perielio, il pianeta diventa finalmente abitabile, e ben 14 popoli di altrettanti diversi pianeti, vi sbarcano per riuscire a terraformare il corpo celeste. Ci riescono, e alla fine inaugurano il breve periodo di prosperità del pianeta, che durerà solo fino a quando esso si troverà ancora abbastanza vicino ai suoi soli, perché dopo si sarebbe rituffato di nuovo nel suo gelido e buio inevitabile destino.
Il protagonista della storia è Dirk t'Larien, un avaloniano che riceve un pacco contenente una pietra rossa. Essa era il simbolo che lo legava a Gwen Delvano, forse suo unico grande e vero amore, abbandonato diversi anni prima, che con quel gesto probabilmente cercava di riprendere i contatti. La spedizione era partita proprio da Worlorn, ed è lì che Dirk si dirigerà, per riuscire a capire che cosa avesse veramente spinto Gwen, dopo tutto quel tempo, a rifarsi viva.

## Riconoscimenti
Negli Stati Uniti è stato candidato all'Hugo Award come miglior romanzo nel 1978 e per il British Fantasy Award nel 1979, senza però vincere i premi.

## Critica
Il libro è stato elogiato per i suoi contenuti sia narrativi che fantastici da diverse riviste e autori del genere.

## Il titolo
Il titolo originale in inglese, Dying of the Light, è apparentemente tratto da una poesia sulla morte di Dylan Thomas, Do not go gentle into that good night, che contiene i versi

## Edizioni italiane
- George R. R. Martin, La luce morente, Armenia Editore, 1979.
- George R. R. Martin, La luce morente, Fanucci Editore, 1994, ISBN 88-347-0428-2.
- George R. R. Martin, In fondo il buio, collana Gargoyle Extra, Casa editrice Gargoyle, 2012.